# Gisela Marx
Gisela Marx (* 26. Mai 1942 in Nümbrecht) ist eine deutsche Autorin, Journalistin, Fernsehmoderatorin und -regisseurin sowie Film- und Fernsehproduzentin.

## Leben und Wirken
Marx studierte Geschichte, Romanistik und Philosophie an der Universität Köln.
Von 1964 bis 1965 arbeitete sie als Chefredakteurin der Kölner Studentenzeitung Perspektiven. 1967 begann sie als freie Autorin und Moderatorin für verschiedene Funk- und Fernsehanstalten zu arbeiten; u. a. moderierte sie mit Claus Stürznickel und Reinhard Münchenhagen das WDR 2 Morgenmagazin und leitete von 1995 bis 1999 das Mittagsmagazin auf WDR 2. Außerdem arbeitete sie für die WDR-Produktionen Euro-Show, Treffpunkt Dritte Welt, Auslandsshow, Auslandsstudio und Drei vor Mitternacht (Talkshow).
In den 1980er Jahren moderierte sie mit Wolfgang Menge die SFB-Fernseh-Talkshow Leute.
Marx ist außerdem Autorin zahlreicher Fernsehdokumentationen zum Thema Entwicklungspolitik, bei denen sie auch Regie führte. Sie erstellt Konzepte und dramaturgische Bearbeitungen, so drehte sie u. a. auch für die SPD Wahlkampfspots und macht Angebote im Bereich Medientraining.

### Filmpool
1974 gründete Marx die Filmpool Film- und Fernsehproduktion und war bis 2004 deren geschäftsführende Gesellschafterin. Zu ihren ersten Produktionen gehörte eine Darstellung des Bundesministeriums für Jugend, Familie und Gesundheit, dessen damalige Ministerin Katharina Focke war.
Nachdem Filmpool 2004 von der MME Moviement AG übernommen worden war, war Marx bis 2009 in deren Vorstand und danach beratend für sie tätig. Zu ihren größten Erfolgen als Produzentin gehört die Fernsehsendung Richterin Barbara Salesch, die 2002 mit dem Deutschen Fernsehpreis ausgezeichnet und für die Goldene Henne nominiert wurde.

### Sonstiges
1970 spielte sie in Wolfgang Menges Fernsehfilm Das Millionenspiel eine Außenreporterin, ebenso 1973 eine Studioreporterin in Menges und Wolfgang Petersens Film Smog. Von 2000 bis 2008 war sie ehrenamtliche Handelsrichterin am Landgericht Köln, von 2003 bis 2004 stellvertretende Juryvorsitzende des Deutschen Fernsehpreises.
Sie ist eine Erstunterzeichnerin des in der Zeitschrift Emma veröffentlichten Offenen Briefs an Bundeskanzler Scholz vom 29. April 2022, der sich für Diplomatie und Verhandlungen und gegen weitere „eskalierende Waffenlieferungen“ an die Ukraine nach dem russischen Überfall ausspricht.

## Auszeichnungen (Auswahl)
- Wilhelmine-Lübke-Preis
- 2002: Deutscher Fernsehpreis
- 2003: Verdienstorden des Landes Nordrhein-Westfalen

## Bibliografie

### Essay
- Eine Zensur findet nicht statt. Essay. Rowohlt TB, Reinbek 1991. ISBN 3-499-12350-9.

### (Mit-)Herausgeberschaft
- Von Autoren und Büchern – Gespräche mit Schriftstellern. Zusammen mit Klaus Bednarz. Hoffmann und Campe, Hamburg 1997. ISBN 3-455-10364-2.